# Raymond Offner
Raymond Offner   (Sarcelles, 17 de novembre de 1927 - 16è districte de París, 30 d'octubre de 1989) fou un jugador de bàsquet francès que va competir durant la dècada de 1940.
El 1948 va prendre part en els Jocs Olímpics de Londres, on guanyà la medalla de plata en la competició de bàsquet. Entre 1946 i 1949 jugà 13 partits amb la selecció francesa.